# Brazilië op de Olympische Zomerspelen 1968
Brazilië nam deel aan de Olympische Zomerspelen 1968 in Mexico-Stad, Mexico. Voor het eerst sinds 1920 werd weer een zilveren medaille behaald.

## Medailles
| Sport    | Olympiër                        | Discipline             | Medailles |
| -------- | ------------------------------- | ---------------------- | --------- |
| Atletiek | Nelson Prudêncio                | hink-stap-springen (m) | Zilver    |
| Boksen   | Servílio de Oliveira            | -51kg (m)              | Brons     |
| Zeilen   | Reinaldo Conrad Burkhard Cordes | flying dutchman        | Brons     |

## Resultaten en deelnemers

### Atletiek
| Olympiër         | Discipline             | Resultaat | Prestatie |
| ---------------- | ---------------------- | --------- | --- |
| Nelson Prudêncio | hink-stap-springen (m) | Zilver    | kwalificatie groep B: 3e met 16,46m finale: 2e met 17,27m |
|                  |                        |           | |
| Maria Cipriano   | hoogspringen (v)       | 11e       | kwalificatie groep B: 2e met 1,74m finale: 11e met 1,71m |
| Aída dos Santos  | vijfkamp (v)           | 20e       | 80m horden: 23e in 11,68 (948 punten) kogelstoten: 9e met 12,41m (882 punten) hoogspringen: 11e met 1,59m (934 punten) verspringen: 28e met 5,50m (873 punten) 200m: 13e in 24,95 (941 punten) totaal: 4578 punten |

### Basketbal
| Olympiër | Discipline | Resultaat | Prestatie |
| --- | ---------- | --------- | --- |
| Ubiratan Pereira Maciel Wlamir Marques Rosa Branca Mosquito Antonio Salvador Sucar Hélio Rubens Garcia José Edvar Simões Luis Cláudio Menon Sérgio Macarrão José Aparecido dos Santos Celso Luiz Scarpini Zé Geraldo | mannen     | 4e        | groep B: 2e W van Marokko: 98-52 W van Bulgarije: 75-59 W van Mexico: 60-53 W van Polen: 88-51 W van Zuid-Korea: 91-59 W van Cuba: 84-68 V van Sovjet-Unie: 65-76 halve finale: V van Verenigde Staten: 63-75 bronzen finale: V van Sovjet-Unie: 53-70 |

| Voorronde Groep B |             |             |             |             |        |        |        |        |
| #                 | Land        | Wedstrijden | Wedstrijden | Wedstrijden | Punten | Punten | Punten | Punten |
| #                 | Land        | G           | W           | V           | V      | T      | Saldo  | Punten |
| 1                 | Sovjet-Unie | 7           | 7           | 0           | 642    | 408    | +226   | 14     |
| 2                 | Brazilië    | 7           | 6           | 1           | 561    | 418    | +143   | 13     |
| 3                 | Mexico      | 7           | 5           | 2           | 493    | 443    | +50    | 12     |
| 4                 | Polen       | 7           | 4           | 3           | 473    | 504    | -31    | 11     |
| 5                 | Bulgarije   | 7           | 3           | 4           | 456    | 478    | -22    | 10     |
| 6                 | Cuba        | 7           | 2           | 5           | 514    | 532    | -18    | 9      |
| 7                 | Zuid-Korea  | 7           | 1           | 6           | 453    | 530    | -77    | 8      |
| 8                 | Marokko     | 7           | 0           | 7           | 355    | 634    | -279   | 7      |

| Ronde          | Datum       | Plaats           | Land  | Score       | Land |
| -------------- | ----------- | ---------------- | ----- | ----------- | ---- |
| Groepsfase     |             |                  |       |             |      |
| 13 oktober     | Mexico-Stad | Brazilië         | 98-52 | Marokko     |      |
| 14 oktober     | Mexico-Stad | Brazilië         | 75-59 | Bulgarije   |      |
| 15 oktober     | Mexico-Stad | Mexico           | 53-60 | Brazilië    |      |
| 16 oktober     | Mexico-Stad | Polen            | 51-88 | Brazilië    |      |
| 18 oktober     | Mexico-Stad | Zuid-Korea       | 59-91 | Brazilië    |      |
| 19 oktober     | Mexico-Stad | Cuba             | 68-84 | Brazilië    |      |
| 20 oktober     | Mexico-Stad | Sovjet-Unie      | 76-65 | Brazilië    |      |
| Halve finale   |             |                  |       |             |      |
| 22 oktober     | Mexico-Stad | Verenigde Staten | 75-63 | Brazilië    |      |
| Bronzen finale |             |                  |       |             |      |
| 25 oktober     | Mexico-Stad | Brazilië         | 53-70 | Sovjet-Unie |      |

### Boksen
| Olympiër             | Discipline | Resultaat | Prestatie |
| -------------------- | ---------- | --------- | --- |
| Servílio de Oliveira | -51kg (m)  | Brons     | 1e ronde: vrij 2e ronde: W van TUR Yadigar: 3-2 kwartfinale: W van GHA Destimo: 5-0 halve finale: V van MEX Delgado: 0-5 |
| Expedito Arrais      | -67kg (m)  | 9e        | 1e ronde: vrij 2e ronde: W van ETH Gebregiorgis: scheidsrechterlijke beslissing 3e ronde: V van GDR Wolke: 0-5           |

### Gewichtheffen
| Olympiër                | Discipline | Resultaat | Prestatie |
| ----------------------- | ---------- | --------- | --------- |
| Luiz Gonzaga De Almeida | -75kg (m)  | 13e       | 407,5kg   |

### Paardensport
| Olympiër                                       | Discipline              | Resultaat      | Prestatie                                                                                    |
| Springconcours                                 | Springconcours          | Springconcours | Springconcours                                                                               |
| ---------------------------------------------- | ----------------------- | -------------- | -------------------------------------------------------------------------------------------- |
| Lucia Faria                                    | springconcours (m)      | 12e            | 1e ronde: 8e met 7,25 strafpunten 2e ronde: 11e met 12 strafpunten totaal: 19,25 strafpunten |
| José Fernandez                                 | springconcours (m)      | 33e            | 1e ronde: 33e met 23,25 strafpunten                                                          |
| Nelson Pessoa Filho                            | springconcours (m)      | 16e            | 1e ronde: 9e met 8 strafpunten 2e ronde: 16e met 16 strafpunten totaal: 24 strafpunten       |
| Lucia Faria José Fernandez Nelson Pessoa Filho | springconcours team (m) | 7e             | 1e ronde: 9e met 81 strafpunten 2e ronde: 4e met 57 strafpunten totaal: 138 strafpunten      |

### Roeien
| Olympiër                  | Discipline      | Resultaat | Prestatie                                                                      |
| ------------------------- | --------------- | --------- | ------------------------------------------------------------------------------ |
| Edgard Gijsen Harri Klein | dubbel-twee (m) | 7e        | serie 1: 5e in 7.16,70 1e ronde herkansingen: 2e halve finale 2: 5e in 7.17,08 |

### Schermen
| Olympiër                                                    | Discipline     | Resultaat | Prestatie                                 |
| ----------------------------------------------------------- | -------------- | --------- | ----------------------------------------- |
| Darío Amaral                                                | degen (m)      | 63e       | 1e ronde groep 3: 6e                      |
| Carlos Couto                                                | degen (m)      | 25e       | 1e ronde groep 8: 4e 2e ronde groep 8: 2e |
| Arthur Ribeiro                                              | degen (m)      | 60e       | 1e ronde groep 12: 5e                     |
| Darío Amaral Carlos Couto José Maria Pereira Arthur Ribeiro | degen team (m) | 11e       | 1e ronde groep 5: 3e                      |

### Schietsport
| Olympiër         | Discipline             | Resultaat | Prestatie                        |
| ---------------- | ---------------------- | --------- | -------------------------------- |
| Edmar de Salles  | 50m geweer 3 houdingen | 55e       | 1077 punten: (395-354-328)       |
| Edmar de Salles  | 50m geweer liggend     | 34e       | 590 punten: (99-97-99-98-98-99)  |
| Durval Guimarães | 50m geweer liggend     | 39e       | 589 punten: (99-96-98-98-100-98) |
| Durval Guimarães | 50m pistool            | 55e       | 524 punten: (86-86-81-91-87-93)  |

### Voetbal
| Olympiër | Discipline | Resultaat | Prestatie                                                             |
| --- | ---------- | --------- | --------------------------------------------------------------------- |
| Getúlio Miguel Ferreira João Almeida Jorge Tião Dutra Manoel Maria China Fernando Ferretti Moreno Toninho Raul Marcel Cláudio Deodato Plínio Lauro Luiz Henrique Arnaldo Chance | mannen     | 13e       | groep B: 3e V van Spanje: 0-1 G tegen Japan: 1-1 G tegen Nigeria: 3-3 |

| Groep B |          |             |             |             |             |            |            |            |        |
| #       | Land     | Wedstrijden | Wedstrijden | Wedstrijden | Wedstrijden | Doelpunten | Doelpunten | Doelpunten | Punten |
| #       | Land     | G           | W           | G           | V           | V          | T          | Saldo      | Punten |
| 1       | Spanje   | 3           | 2           | 1           | 0           | 4          | 0          | +4         | 5      |
| 2       | Japan    | 3           | 1           | 2           | 0           | 4          | 2          | +2         | 4      |
| 3       | Brazilië | 3           | 0           | 2           | 1           | 4          | 5          | -1         | 2      |
| 4       | Nigeria  | 3           | 0           | 1           | 2           | 4          | 9          | –5         | 1      |

| Ronde      | Datum       | Plaats   | Land | Score    | Land |
| ---------- | ----------- | -------- | ---- | -------- | ---- |
| Groepsfase |             |          |      |          |      |
| 14 oktober | Mexico-Stad | Spanje   | 1-0  | Brazilië |      |
| 16 oktober | Puebla      | Brazilië | 1-1  | Japan    |      |
| 18 oktober | Puebla      | Brazilië | 3-3  | Nigeria  |      |

### Volleybal
| Olympiër | Discipline | Resultaat | Prestatie |
| -------- | ---------- | --------- | --- |
|          | mannen     | 13e       | groepsfase: 9e V van België: 1-3 (7-15, 14-16, 15-9, 6-15) V van Sovjet-Unie: 1-3 (15-11, 2-15, 9-15, 9-15) V van Verenigde Staten: 0-3 (12-15, 7-15, 10-15) V van Tsjecho-Slowakije: 2-3 (12-15, 10-15, 15-13, 15-13, 9-15) V van Bulgarije: 0-3 (8-15, 16-18, 3-15) V van Polen: 0-3 (12-15, 4-15, 7-15) V van Bondsrepubliek Duitsland: 1-3 (13-15, 7-15, 16-14, 12-15) V van Japan: 0-3 (8-15, 11-15, 12-15) W van Mexico: 3-1 (14-16, 15-6, 17-15, 15-8) |

| Groepsfase |                          |             |             |             |             |             |             |        |        |        |        |
| #          | Land                     | Wedstrijden | Wedstrijden | Wedstrijden | Wedstrijden | Wedstrijden | Wedstrijden | Punten | Punten | Punten | Punten |
| #          | Land                     | G           | W           | V           | SW          | SV          | SR          | SPW    | SPL    | Saldo  | Punten |
| 1          | Sovjet-Unie              | 9           | 8           | 1           | 26          | 8           | +18         | 464    | 326    | +138   | 17     |
| 2          | Japan                    | 9           | 7           | 2           | 24          | 6           | +18         | 430    | 258    | +172   | 16     |
| 3          | Tsjecho-Slowakije        | 9           | 7           | 2           | 22          | 15          | +7          | 454    | 417    | +37    | 16     |
| 4          | Bondsrepubliek Duitsland | 9           | 6           | 3           | 22          | 12          | +10         | 449    | 374    | +75    | 15     |
| 5          | Polen                    | 9           | 6           | 3           | 18          | 11          | +7          | 371    | 281    | +90    | 15     |
| 6          | Bulgarije                | 9           | 4           | 5           | 16          | 17          | -1          | 379    | 385    | -6     | 13     |
| 7          | Verenigde Staten         | 9           | 4           | 5           | 15          | 18          | -3          | 383    | 414    | -31    | 13     |
| 8          | België                   | 9           | 2           | 7           | 6           | 24          | -18         | 239    | 417    | -178   | 11     |
| 9          | Brazilië                 | 9           | 1           | 8           | 8           | 25          | -17         | 357    | 469    | -112   | 10     |
| 10         | Mexico                   | 9           | 0           | 9           | 6           | 27          | -19         | 289    | 474    | -185   | 9      |

| Ronde      | Datum       | Plaats                   | Land | Score    | Land |
| ---------- | ----------- | ------------------------ | ---- | -------- | ---- |
| Groepsfase |             |                          |      |          |      |
| 13 oktober | Mexico-Stad | België                   | 3-1  | Brazilië |      |
| 16 oktober | Mexico-Stad | Sovjet-Unie              | 3-1  | Brazilië |      |
| 17 oktober | Mexico-Stad | Verenigde Staten         | 3-0  | Brazilië |      |
| 19 oktober | Mexico-Stad | Tsjecho-Slowakije        | 3-2  | Brazilië |      |
| 20 oktober | Mexico-Stad | Bulgarije                | 3-0  | Brazilië |      |
| 21 oktober | Mexico-Stad | Polen                    | 3-0  | Brazilië |      |
| 23 oktober | Mexico-Stad | Bondsrepubliek Duitsland | 3-1  | Brazilië |      |
| 24 oktober | Mexico-Stad | Japan                    | 3-0  | Brazilië |      |
| 25 oktober | Mexico-Stad | Brazilië                 | 3-1  | Mexico   |      |

### Waterpolo
| Olympiër | Discipline | Resultaat | Prestatie |
| --- | ---------- | --------- | --- |
| Ivo Carotini Marco de Vicoso João Gonçalves Filho Henrique Filellini Claudio Lima Aluisio Marsili Arnaldo Marsili Pedro Pinciroli Junior Alvaro Pires Fernando Sandoval | mannen     | 13e       | groep A: 7e V van Verenigde Staten: 5-10 V van Cuba: 2-9 V van Bondsrepubliek Duitsland: 5-10 G tegen Spanje: 6-6 V van Hongarije: 2-8 V van Sovjet-Unie: 2-8 15e plek: W van Verenigde Arabische Republiek: 5-3 13-14e plek: W van Griekenland: 5-2 |

| Groep A |                          |             |             |             |             |            |            |            |        |
| #       | Land                     | Wedstrijden | Wedstrijden | Wedstrijden | Wedstrijden | Doelpunten | Doelpunten | Doelpunten | Punten |
| #       | Land                     | G           | W           | G           | V           | V          | T          | Saldo      | Punten |
| 1       | Hongarije                | 6           | 6           | 0           | 0           | 39         | 14         | +25        | 12     |
| 2       | Sovjet-Unie              | 6           | 5           | 0           | 1           | 43         | 18         | +25        | 10     |
| 3       | Verenigde Staten         | 6           | 3           | 1           | 2           | 37         | 36         | +1         | 7      |
| 4       | Cuba                     | 6           | 3           | 1           | 2           | 31         | 35         | -4         | 7      |
| 5       | Bondsrepubliek Duitsland | 6           | 2           | 0           | 4           | 33         | 34         | -1         | 4      |
| 6       | Spanje                   | 6           | 0           | 1           | 5           | 20         | 37         | -17        | 1      |
| 7       | Brazilië                 | 6           | 0           | 1           | 5           | 22         | 51         | -29        | 1      |

| Ronde       | Datum       | Plaats                   | Land | Score                         | Land |
| ----------- | ----------- | ------------------------ | ---- | ----------------------------- | ---- |
| Groepsfase  |             |                          |      |                               |      |
| 14 oktober  | Mexico-Stad | Verenigde Staten         | 10-5 | Brazilië                      |      |
| 15 oktober  | Mexico-Stad | Cuba                     | 9-2  | Brazilië                      |      |
| 19 oktober  | Mexico-Stad | Bondsrepubliek Duitsland | 10-5 | Brazilië                      |      |
| 20 oktober  | Mexico-Stad | Spanje                   | 6-6  | Brazilië                      |      |
| 21 oktober  | Mexico-Stad | Hongarije                | 8-2  | Brazilië                      |      |
| 22 oktober  | Mexico-Stad | Sovjet-Unie              | 8-2  | Brazilië                      |      |
| 15e plek    |             |                          |      |                               |      |
| 24 oktober  | Mexico-Stad | Brazilië                 | 5-3  | Verenigde Arabische Republiek |      |
| 13-14e plek |             |                          |      |                               |      |
| 24 oktober  | Mexico-Stad | Brazilië                 | 5-2  | Griekenland                   |      |

### Zeilen
| Olympiër                        | Discipline      | Resultaat | Prestatie                       |
| ------------------------------- | --------------- | --------- | ------------------------------- |
| Joerg Bruder                    | finn            | 9e        | 90 punten: (7-4-DNF-12-14-12-7) |
| Reinaldo Conrad Burkhard Cordes | flying dutchman | Brons     | 48,4 punten: (14-7-4-3-3-10-1)  |
| Axel Schmidt Erik Schmidt       | star            | 7e        | 74,4 punten: (18-8-17-17-3-2-3) |

### Zwemmen
| Olympiër                                                           | Discipline            | Resultaat | Prestatie                                                               |
| ------------------------------------------------------------------ | --------------------- | --------- | ----------------------------------------------------------------------- |
| José Aranha                                                        | 100m vrije slag (m)   | 38e       | serie 2: 4e in 56,8                                                     |
| César Filardi                                                      | 100m rugslag (m)      | 22e       | serie 6: 5e in 1.04,6                                                   |
| José Sylvio Fiolo                                                  | 100m schoolslag (m)   | 4e        | serie 4: 1e in 1.09,5 halve finale 3: 3e in 1.08,6 finale: 4e in 1.08,1 |
| José Sylvio Fiolo                                                  | 200m schoolslag (m)   | 26e       | serie 1: 5e in 2.42,1                                                   |
| João Lima Neto                                                     | 100m vlinderslag (m)  | 36e       | serie 2: 5e in 1.02,3                                                   |
| César Filardi José Sylvio Fiolo João Lima Neto José Roberto Aranha | 4x100m wisselslag (m) | 14e       | serie 1: 6e in 4.11,1                                                   |

Afghanistan · Algerije · Amerikaanse Maagdeneilanden · Argentinië · Australië · Bahama's · Barbados · België · Bermuda · Birma · Bolivia · Bondsrepubliek Duitsland · Brazilië · Brits-Honduras · Bulgarije · Canada · Centraal-Afrikaanse Republiek · Ceylon · Chili · Colombia · Congo-Kinshasa · Costa Rica · Cuba · Denemarken · Dominicaanse Republiek · Duitse Democratische Republiek · Ecuador · El Salvador · Ethiopië · Fiji · Filipijnen · Finland · Frankrijk · Ghana · Griekenland · Groot-Brittannië · Guatemala · Guinee · Guyana · Honduras · Hongarije · Hongkong · Ierland · IJsland · India · Indonesië · Irak · Iran · Israël · Italië · Ivoorkust · Jamaica · Japan · Joegoslavië · Kameroen · Kenia · Koeweit · Libanon · Libië · Liechtenstein · Luxemburg · Madagaskar · Maleisië · Mali · Malta · Marokko · Mexico · Monaco · Mongolië · Nederland · Nederlandse Antillen · Nicaragua · Nieuw-Zeeland · Niger · Nigeria · Noorwegen · Oeganda · Oostenrijk · Pakistan · Panama · Paraguay · Peru · Polen · Portugal · Puerto Rico · Roemenië · San Marino · Senegal · Sierra Leone · Singapore · Soedan · Sovjet-Unie · Spanje · Suriname · Syrië · Taiwan · Tanzania · Thailand · Trinidad en Tobago · Tunesië · Turkije · Tsjaad · Tsjecho-Slowakije · Uruguay · Venezuela · Verenigde Arabische Republiek · Verenigde Staten · Vietnam · Zambia · Zuid-Korea · Zweden · Zwitserland